# Prosena fulvipes
Prosena fulvipes là một loài ruồi trong họ Tachinidae.